# Юлия Тертула
Вижте пояснителната страница за други личности с името Тертула.
Юлия Тертула (на латински: Iulia Tertulla) е римлянка от края на 1 и началото на 2 век.
Дъщеря е на Гай Юлий Корнут Тертул (* 45; † 117), който произлиза от Перге в Памфилия. През 100 г. баща ѝ е суфектконсул заедно с Плиний Млади и проконсул на Африка 116/117 г.
Става съпруга на Луций Юлий Марин Цецилий Симплекс (суфектконсул 101 г.), който е син на
Луций Юлий Марин, който е суфектконсул през 93 г. и легат на провинция Долна Мизия.